# Milan Katić
Milan Katić (in serbo Милан Катић?; Belgrado, 22 ottobre 1993) è un pallavolista serbo, schiacciatore del Gazprom-Jugra.

## Palmarès

### Club
- Campionato polacco: 1

2017-18
- Coppa di Serbia: 3

2009-10, 2011-12, 2014-15
- Supercoppa polacca: 2

2017, 2018
- Coppa CEV: 1

2021-22
- Challenge Cup: 1

2014-15

### Nazionale (competizioni minori)
- Campionato europeo under 19 2011
- Campionato mondiale under 19 2011
- Memorial Hubert Wagner 2016